# Unterseeboot 171
Le Unterseeboot 171 (ou U-171) est un sous-marin allemand (U-Boot) de type IX.C utilisé par la Kriegsmarine pendant la Seconde Guerre mondiale.

## Historique
Mis en service le 25 octobre 1941, l'Unterseeboot 171 passe son temps d'entraînement initial à Stettin en Prusse (province de Poméranie) dans la 4. Unterseebootsflottille jusqu'au 30 juin 1942, il rejoint sa flottille de combat à la base sous-marine de Lorient dans la 10. Unterseebootsflottille.
Il quitte le port de Kiel pour sa première patrouille le 17 juin 1942 sous les ordres du Kapitänleutnant Günther Pfeffer. Le 1er août 1942, dans le golfe du Mexique, l'U-171 est attaqué par une seule charge de profondeur lâchée d'un avion américain Grumman F4F Wildcat J4F-1 (de l'USCG V-212 / Y).  Par erreur, cette attaque croit viser l'U-166, à la position géographique de 28° 37′ N, 90° 45′ O.
Après 115 jours en mer et trois navires marchands coulés, pour un total de 17 641 tonneaux, l'U-171 percute une mine entre Lorient et l'île de Groix le 9 octobre 1942. Il sombre à 13 heures, faisant 22 morts et laissant 30 survivants. Parmi ces survivants, treize d'entre eux restent dans la coque sous l'eau pendant une heure avant de se libérer et de remonter à la surface.
Les survivants demandent à rester ensemble et sont affectés à l'U-170.
Le premier juillet 1982, le chasseur de mines Éridan de la Marine nationale, au cours de ses essais de validation avant son admission au service actif, et de la validation d'un système sonar, découvre au nord-ouest de l'île de Groix, par 39 mètres de fond, une épave disloquée pouvant être celle d'un sous-marin. Après des investigations minutieuses, celle-ci s'avère être l'U-171,.
Il repose aux coordonnées géographiques de 47° 39′ N, 3° 34′ O. L'épave du sous-marin est classée en 1999, par les autorités militaires françaises, avec le statut juridique de « cimetière militaire », à la suite de la demande de l'amicale des sous-mariniers allemands : les plongeurs sont ainsi avertis de l'interdiction formelle d'y pénétrer,.

## Affectations successives
- 4. Unterseebootsflottille du 25 octobre 1941 au 30 juin 1942 (entrainement)
- 10. Unterseebootsflottille du 1er juillet 1942 au 9 octobre 1942 (service actif)

## Commandement
- Kapitänleutnant Günther Pfeffer du 25 octobre 1941 au 19 octobre 1942

## Patrouilles
|       | Commandant             | Départ       | Départ | Arrivée        | Arrivée | Jours     | Succès   |
| ----- | ---------------------- | ------------ | ------ | -------------- | ------- | --------- | -------- |
| 1     | Kptlt. Günther Pfeffer | 17 juin 1942 | Kiel   | 9 octobre 1942 | Coulé   | 115 jours | 17 641   |
| Total | Total                  | Total        | Total  | Total          | Total   | 115 jours | 17 641 t |

Note : Kptlt. = Kapitänleutnant

## Navires coulés
L'Unterseeboot 171 a coulé trois navires marchands pour un total de 17 641 tonneaux au cours de l'unique patrouille (115 jours en mer) qu'il effectua
| Date             | Nom     | Nationalité | Tonnage (GRT) | Fait  |
| ---------------- | ------- | ----------- | ------------- | ----- |
| 26 juillet 1942  | Oaxaca  | Mexique     | 4 351         | Coulé |
| 13 août 1942     | Arlyn   | USA         | 6 779         | Coulé |
| 4 septembre 1942 | Amation | Mexique     | 6 511         | Coulé |